# Bánh khô mè

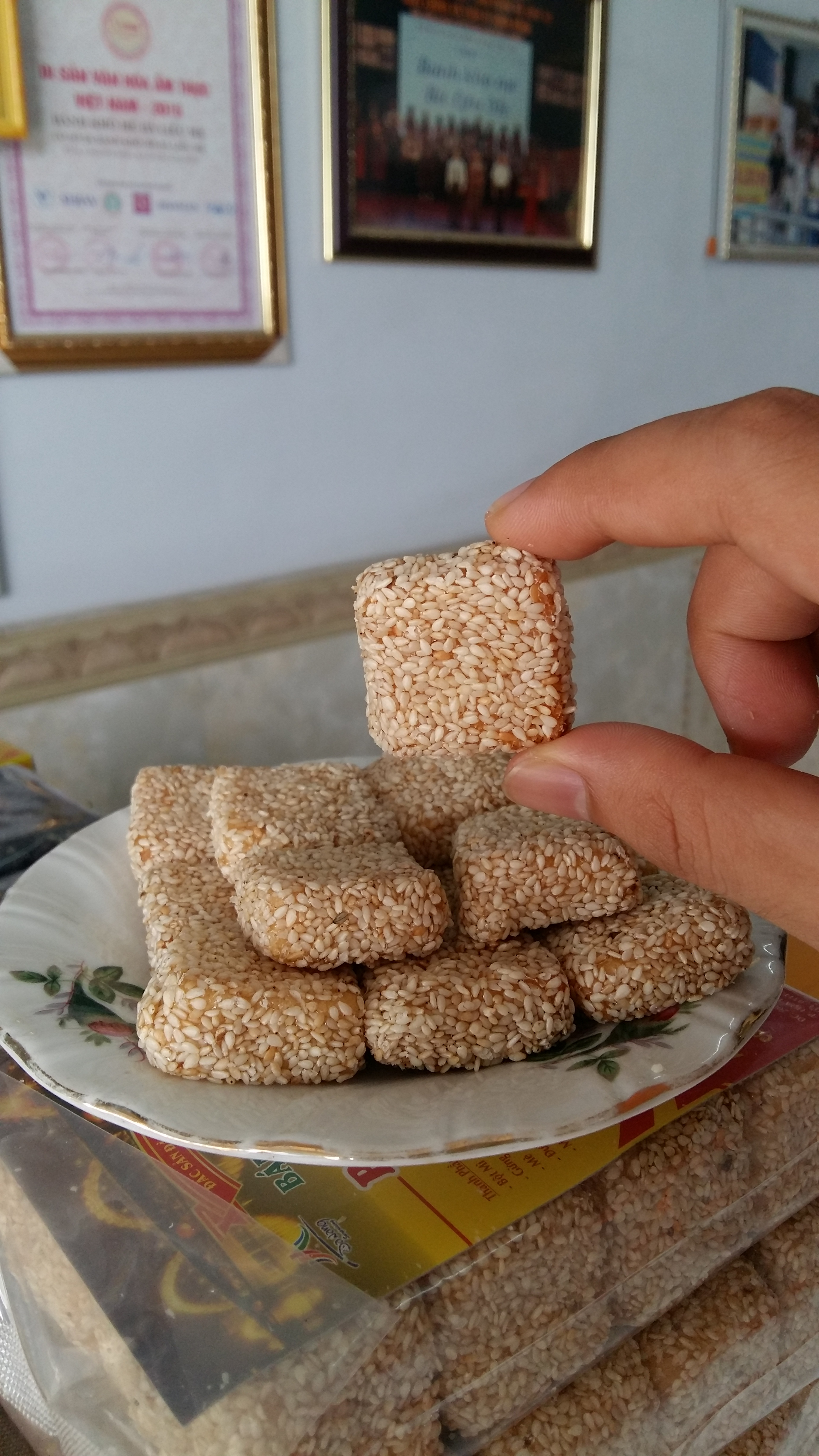
Bánh khô mè

Bánh khô mè là một trong ba đặc sản của Đà Nẵng. Được làm từ bột gạo pha trộn lẫn với dung dịch đường kính trắng, có mè(vừng) bao phủ xung quanh, được làm thành từng miếng vuông nhỏ gói trong hộp.

## Đặc điểm
Bánh khô mè được làm từ bột gạo, bột nếp, đường, gừng, mè. Bột  gạo trộn đều với bột nếp rồi được cho vào khuôn, hấp cách thủy, nướng khô, tắm đường tắm mè... Trong quá trình làm bánh người ta phân bánh thành hai loại như sau: Bánh được tắm bằng nếp rang gọi là bánh khô nổ, bánh tắm bằng mè thì gọi là bánh khô mè. Bánh khô mè ngon thường có ruột xốp giòn, đường dẻo, mè rang đủ độ chín thơm, khi bẻ đôi chiếc bánh ta thấy đường kéo thành sợi tơ vàng mảnh, bánh thường có dạng hình vuông hoặc hình chữ nhật.
Món bánh này hai lần được xếp vào Top 10 đặc sản bánh quà tặng nổi tiếng Việt Nam.